# كلاوس (لاعب كرة قدم)
جواو كلاوس دي ميلو (بالبرتغالية: João Klauss de Mello‏) هو لاعب كرة قدم برازيلي في مركز الهجوم ولد في يوم 1 مارس 1997 في مدينة كريسيوما في البرازيل. يلعب حالياً مع نادي ستاندر دي لييج في بلجيكا كمعار من نادي هوفنهايم وسبق له اللعب مع ناديي هلسنكي ولاسك لينتس. يبلغ طوله 190 سم.